# Newton Aycliffe F.C.
Newton Aycliffe F.C. là một câu lạc bộ bóng đá Anh đến từ Newton Aycliffe, County Durham. Sân nhà của câu lạc bộ là Moore Lane Sports Club Ground. Hiện tại đội bóng đang thi đấu ở Northern Premier League Division One.

## Lịch sử
Câu lạc bộ gia nhập Wearside League mùa giải 1984–85 và chỉ thi đấu ít hơn 1 thập kỷ trong giải đấu, thành tích tốt nhất là ở mùa giải 1988–89 khi họ về đích thứ 7 chung cuộc. Đội bóng giải thể vào tháng 3 ở mùa giải 1993-94 sau khi chỉ có 2 điểm từ 20 trận đấu. Đội bóng tham dự FA Vase đều đặn mỗi mùa, thành tích tốt nhất là ở mùa giải 1991–92 khi vào đến Vòng 3. Câu lạc bộ tái lập và thi đấu bóng đá địa phương trước khi gia nhập Durham Alliance. Họ vô địch mùa giải 2007–08 và gia nhập Wearside League. Câu lạc bộ được chọn vào Northern League mùa giải 2009–10, sau khi đứng đầu mùa giải trước ở Wearside Football League. Về đích thứ 9 trong mùa giải đầu tiên ở hạng đấu cao thứ hai, họ trở thành đội vô địch trước 3 vòng đấu. Được biết trước nhiều tháng, đội bóng được yêu cầu cải thiện sân nhiều hơn để tham gia First Division của Northern League. Bên cạnh duy trì ở hạng đấu cao nhất, đội bóng xếp thứ 9 chung cuộc và có lần đầu tiên trong lịch sử tham dự FA Cup.

## Danh hiệu
- Durham Challenge Cup
  - Vô địch 2015–16
- Durham Alliance
  - Vô địch 2007–08
- Wearside League
  - Vô địch 2008–09
- Northern League Division Two
  - Vô địch 2010–11

## Kỉ lục
- FA Cup[1]
  - Vòng Tiền sơ loại 2011–12
- FA Vase
  - Vòng 3 1991–92